# نهج‌البلاغه (ترجمه شهیدی)
نهج‌البلاغه با ترجمهٔ فارسیِ سید جعفر شهیدی، نسخه‌ای از نهج‌البلاغه است که در سال ۱۳۶۹ به عنوان کتاب سال جمهوری اسلامی شناخته شد.

## ویژگی‌ها
سید محمدمهدی جعفری برای تعبیر از این کتاب از عبارت «نخستین ترجمه دقیق نهج‌البلاغه» استفاده کرده‌است. وی همچنین تسلط کامل شهیدی به دستور زبان‌های فارسی و عربی و اجتهادش در فقه را باعث تمایز این ترجمه با ترجمه‌های دیگر می‌داند. جلیل تجلیل نثر روان، موزون، کوتاه و آراسته به سجع را از ویژگی‌های این کتاب شمرده‌است. مهدی محقق نیز این کتاب را از با ارزش‌ترین کتاب‌های شهیدی مطرح کرده‌است.
در مراسم بررسی این کتاب که در سال ۱۳۸۷ برگزار شد، علی‌اصغر محمدخانی، علی موسوی گرمارودی و مهدی محبتی به شیوایی بیان نویسنده و رعایت آرایه‌های ادبی فارسی در این کتاب اشاره کردند و نحوه نگارش وی را به کتاب‌های سعدی تشبیه کردند.

## روش ترجمه
سید جعفر شهیدی دربارهٔ روش ترجمه نهج‌البلاغه چنین می‌نویسد:
... بدین رو کوشیدم تا در حد توانایی خویش ضمن برگرداندن عبارت عربی به فارسی چندان که ممکن است صنعت‌های لفظی را نیز رعایت کنم. نیز کوشیده‌ام تا در ترجمه، هر واژه فارسی برابر واژهٔ عربی قرار گیرد و اگر نیازی به آوردن کلمه‌ای یا جمله‌ای برون از متن افتاده‌است آنرا میان دو خط تیره نهاده‌ام. با این همه خود می‌دانم آنچه فراهم شده‌است از نقیصت تهی نیست. از خوانندگان خصوصاً از دانشمندان استدعا دارم اگر لغزشی دیدند بر این خدمت‌گزار منت نهند و فرایادم آرند تا اگر عمری و فرصتی بود استدراک شود.

## نمونه ترجمه
نمونه ای از ترجمه شهیدی از حکمت پانزدهم نهج‌البلاغه:
اللَّهُمَّ إِلَیْکَ أَفْضَتِ الْقُلُوبُ وَ مُدَّتِ الْأَعْنَاقُ وَ شَخَصَتِ الْأَبْصَارُ وَ نُقِلَتِ الْأَقْدَامُ وَ أُنْضِیَتِ الْأَبْدَانُ اللَّهُمَّ قَدْ صَرَّحَ مَکْنُونُ الشَّنَآنِ وَ جَاشَتْ مَرَاجِلُ الْأَضْغَانِ اللَّهُمَّ إِنَّا نَشْکُو إِلَیْکَ غَیْبَةَ نَبِیِّنَا وَ کَثْرَةَ عَدُوِّنَا وَ تَشَتُّتَ أَهْوَائِنَا رَبَّنَا افْتَحْ بَیْنَنا وَ بَیْنَ قَوْمِنا بِالْحَقِّ وَ أَنْتَ خَیْرُ الْفاتِحِینَ
خدایا دل‌ها به سوی تو روانه است، و گردن‌ها به درگاه تو کشیده، دیده‌ها به آستان تو دوخته و گام‌ها در راه تو نهاده، و تن‌ها در خدمت تو لاغر گردیده. خدایا دشمنی‌های پوشیده آشکار است و در خروش، و دیگ‌های کینه در جوش. خدایا به تو شِکوه آریم که پیامبرمان را میان خود نداریم، و دشمنان ما بسیار است و هر یکی‌مان چیزی را خواستار، خدایا! میان ما و دشمنانمان به حق داوری فرما، که تو بهترینِ داورانی.